# Ларрі Ґонік
Ларрі Ґонік (англ. Larry Gonick) — американський карикатурист. Насамперед відомий як автор книжкової серії «Всесвітня історія».

## Біографія
Ларрі Ґонік народився 24 серпня 1946 року у Сан-Франциско, Каліфорнія, США. Вивчав математику в Гарвардському університеті, де 1967 року отримав ступінь бакалавра, а 1969 року — магістра.
Здобув популярність завдяки книжковій серії «Всесвітня історія», яка виходила окремими частинами у форматі коміксів у 1977—2009 роках. Використавши формат серії у формі путівника (започатковано 1983 року після публікації першої частини під назвою «Генетика»; зазвичай такі видання написано у співавторстві з іншими авторами), Ґонік також презентував видання «Історію Сполучених Штатів» (1991). Строкатість зацікавлень та успіх його книг призвели до того, що Ґоніка почали називати одним із «найвідоміших та найшанованіших карикатуристів, які використовують свою майстерність, щоб розгадати загадки науки».

## Переклади українською
- Ларрі Ґонік. Всесвітня історія. Том 1. Від Великого вибуху до походів Александра Македонського. — К. : Рідна мова, 2017. — 368 с. — ISBN 978-966-917-112-2.
- Ларрі Ґонік. Всесвітня історія. Том 2. Від розвитку Китаю до занепаду Риму. І про Індію також!. — К. : Рідна мова, 2017. — 320 с. — ISBN 978-966-917-225-9, 978-966-917-164-1, 978-0-385-42093-8.
- Ларрі Ґонік, Крістін Дево. Sex. — К. : Рідна мова, 2017. — 248 с. — ISBN 978-617-526-777-6.